# Segunda División de Chile 1972
El Campeonato Nacional de Fútbol de Segunda División de 1972 fue el 21° torneo disputado de la segunda categoría del fútbol profesional chileno, con la participación de catorce equipos. 
El torneo se jugó en tres ruedas con un sistema de todos-contra-todos.
El campeón del torneo fue Palestino, que consiguió el ascenso para la Primera División.
En la parte baja de la tabla de posiciones se ubicó Iberia, que mantuvo su cupo en Segunda, ya que no hubo postulantes para ingresar a la Segunda División en 1973.

## Movimientos divisionales
| Pos | a Primera División de Chile 1972 |
| --- | -------------------------------- |
| 1º  | Naval (Campeón)                  |

| Pos | a Segunda División de Chile 1972 |
| --- | -------------------------------- |
| 1º  | Deportes Aviación                |

| Pos | Descendido desde Primera División de Chile 1971 |
| --- | ----------------------------------------------- |
| 1º  | Audax Italiano                                  |

| Pos | Asociación de Origen |
| --- | -------------------- |
| 1º  | Badminton Curicó     |

## Equipos participantes
| Equipo            | Ciudad                              |
| ----------------- | ----------------------------------- |
| Audax Italiano    | La Florida, Santiago de Chile       |
| Colchagua         | San Fernando                        |
| Coquimbo Unido    | Coquimbo                            |
| Deportes Aviación | El Bosque, Santiago de Chile        |
| Deportes Ovalle   | Ovalle                              |
| Ferroviarios      | Estación Central, Santiago de Chile |
| Iberia            | Los Ángeles                         |
| Independiente     | Cauquenes                           |
| Lister Rossel     | Linares                             |
| Ñublense          | Chillán                             |
| Palestino         | La Cisterna, Santiago de Chile      |
| San Antonio Unido | San Antonio                         |
| San Luis          | Quillota                            |
| Santiago Morning  | Recoleta, Santiago de Chile         |

## Tabla final
| Pos | Equipo            | PJ | PG | PE | PP | GF | GC | Dif | Pts |
| --- | ----------------- | -- | -- | -- | -- | -- | -- | --- | --- |
| 1   | Palestino         | 39 | 20 | 11 | 8  | 61 | 45 | 16  | 51  |
| 2   | Ferroviarios      | 39 | 18 | 12 | 9  | 78 | 53 | 25  | 48  |
| 3   | Ñublense          | 39 | 16 | 14 | 9  | 49 | 40 | 9   | 46  |
| 4   | Santiago Morning  | 39 | 13 | 16 | 10 | 65 | 55 | 10  | 42  |
| 5   | Deportes Ovalle   | 39 | 16 | 9  | 14 | 52 | 45 | 7   | 41  |
| 6   | San Antonio Unido | 39 | 12 | 15 | 12 | 57 | 51 | 6   | 39  |
| 7   | Audax Italiano    | 39 | 8  | 22 | 9  | 50 | 45 | 5   | 38  |
| 8   | Deportes Aviación | 39 | 12 | 14 | 13 | 57 | 58 | -1  | 38  |
| 9   | Colchagua         | 39 | 12 | 13 | 14 | 53 | 58 | -5  | 37  |
| 10  | Lister Rossel     | 39 | 11 | 13 | 15 | 62 | 66 | -4  | 35  |
| 11  | Coquimbo Unido    | 39 | 9  | 17 | 13 | 45 | 57 | -12 | 35  |
| 12  | Independiente     | 39 | 9  | 15 | 15 | 44 | 57 | -13 | 33  |
| 13  | San Luis          | 39 | 12 | 9  | 18 | 50 | 71 | -21 | 33  |
| 14  | Iberia            | 39 | 8  | 14 | 17 | 37 | 59 | -22 | 30  |

PJ=Partidos jugados; PG=Partidos ganados; PE=Partidos empatados; PP=Partidos perdidos; GF=Goles a favor; GC=Goles en contra; Dif=Diferencia de gol; Pts=Puntos
|  | Campeón. Asciende a Primera División |
|  | Descenso suspendido                  |